# Col du Tourmalet
Der Col du Tourmalet ist mit 2115 Metern über dem Meeresspiegel der höchste asphaltierte Straßenpass der französischen Pyrenäen. Er liegt im Département Hautes-Pyrénées und verbindet Luz-Saint-Sauveur mit Campan. Der Col du Tourmalet verdankt seinen hohen Bekanntheitsgrad seiner zentralen Rolle in der Geschichte der Tour de France und der Tatsache, dass er auch in den gegenwärtigen Auflagen der Tour sehr häufig überquert wird. Dadurch wurde der Pass zu einem sehr beliebten Ziel für ambitionierte Freizeitradfahrer. In der Wintersaison verbirgt sich die Straße unter einer dicken Schneedecke inmitten eines Skigebietes. In der Sommersaison werden die umliegenden Weiden zur Nutztierhaltung verwendet.
Zur Herkunft des Namens Tourmalet gibt es zwei Theorien. Die Annahme einer lateinischen Abstammung führt zur Bedeutung schlechter Weg, wohingegen eine Abstammung aus der Gaskognischen Sprache entfernter Berg als Etymologie ergibt.

## Streckenführung
Der Aufstieg von der Westseite beginnt in Luz-Saint-Sauveur, geht über Barèges und überwindet auf 18,4 km eine Höhendifferenz von 1405 m bei einer durchschnittlichen Steigung von 7,6 %.
Die Ostanfahrt von Sainte-Marie-de-Campan über La Mongie ist 17,1 km lang mit einer Durchschnittssteigung von 7,4 % bei 1270 zu überwindenden Höhenmetern. Beide Aufstiege sind in Abständen von einem Kilometer mit speziellen Schildern für Radfahrer ausgestattet.
An der Passhöhe zweigt eine 5,5 km lange Piste zum Pic du Midi de Bigorre ab, die für den normalen Verkehr gesperrt ist. Ihr Endpunkt Col les Laquets liegt auf 2637 m Höhe und ist damit der höchste anfahrbare Punkt in den Pyrenäen.

## Höhere Straßen in den Pyrenäen
Der Col du Tourmalet ist der höchste asphaltierte Straßenpass der französischen Pyrenäen. Entgegen häufig zu lesenden Informationen (siehe zum Beispiel) ist er allerdings weder die höchste asphaltierte Straße in den französischen Pyrenäen noch der höchste Straßenpass in den französischen Pyrenäen noch der höchste asphaltierte Straßenpass der Pyrenäen. Die asphaltierten Straßen zu den Bergseen Lac de Cap-de-Long und Lac d'Aumar sind höher, da diese ebenfalls im Département Hautes-Pyrénées gelegenen Seen auf 2161 und 2192 Metern über dem Meeresspiegel liegen. Diese Straßen erfüllen allerdings nicht die Kriterien eines Straßenpasses. Die nicht asphaltierte Straße zum Pass Col les Laquets führt bis auf 2637 m. Der höchste asphaltierte Straßenpass in den Pyrenäen ist mit seinen 2407 Metern über dem Meeresspiegel der Port d’Envalira in Andorra.

## Radsport

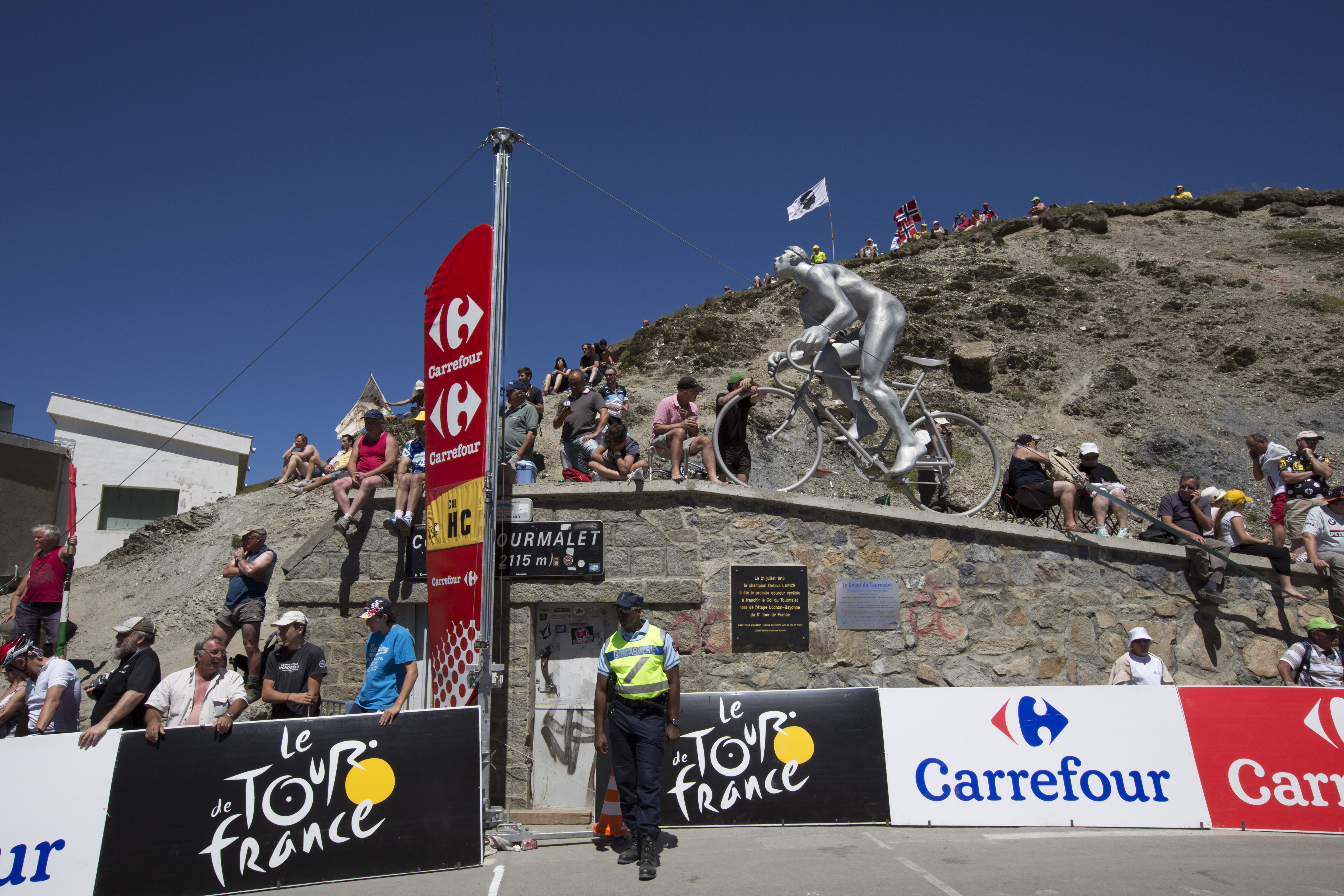
Bergwertung bei der Tour de France

Der Col du Tourmalet gehört neben dem Col du Galibier, dem Mont Ventoux und der Auffahrt nach Alpe d’Huez zu den berühmtesten Anstiegen der Tour de France. Seine Erstbefahrung fand im Jahr 1910 im Rahmen der 10. Etappe statt, als die Pyrenäen erstmals im Programm der Frankreich-Rundfahrt überquert wurden. Mit insgesamt 85 Befahrungen stand kein Pass öfter im Programm der Tour de France. Mit der Vuelta a España führte eine weitere Grand Tour über den Pyrenäen-Pass.
An der Passhöhe befindet sich ein Gedenkstein für Jacques Goddet, den langjährigen Direktor der Tour de France (von 1947 bis 1986) sowie eine Gedenktafel für den Straßen- und Brückenbauingenieur Jean-Raoul Paul. Des Weiteren findet sich in den Sommermonaten eine Skulptur, die die erstmalige Überquerung des Tourmalet im Rahmen der Tour de France 1910 symbolisiert. Der französische Fahrer Octave Lapize war der führende Fahrer bei dieser Überquerung, so dass die Skulptur neben ihrem offiziellen Namen „Le Géant du Tourmalet“ (der Riese des Tourmalet) den Beinamen „Octave le Géant“ erhalten hat.

### Geschichte
Die Idee, die Tour de France über die Pyrenäen zu führen, geht auf den Luxemburger Journalisten Alphonse Steinès zurück. Berichten zufolge hielt der Tour-Direktor Henri Desgrange die Anstiege zwar für zu anspruchsvoll, wollte jedoch die öffentliche Meinung einholen und beauftragte Alphonse Steinès, über sein Vorhaben in der Zeitung L’Auto zu schreiben. Die Reaktionen übertrafen jegliche Erwartungen, doch die Einheimischen äußerten Bedenken, da die Pässe meist mit Schnee bedeckt waren und teils nur über Ziegenpfade führten. Dies veranlasste Alphonse Steinès dazu, die von ihm vorgeschlagenen Strecken selbst zu inspizieren.
Über die Expedition von Alphonse Steinès gibt es unterschiedliche Berichte, was auch daran liegt, dass sich der Luxemburger nie zu den wahren Ereignissen äußerte. Zunächst überquerte er den Col d’Aspin ohne größere Probleme und nahm im Anschluss den höheren Col du Tourmalet in Angriff. In Sainte-Marie-de-Campan rieten ihm die Bewohner davon ab, den Pass zu überqueren. Ein Bewohner mit dem Nachnamen Dupont erklärte sich dennoch bereit, ihn mit dem Auto auf den Pass zu führen. Aufgrund der schlechten Straßenbedingungen und des hohen Schnees musste Alphonse Steinès die letzten Kilometer jedoch zu Fuß zurücklegen. Ein Hirte wies ihm den verbleibenden Weg auf die Passhöhe, die er am frühen Abend bei Temperaturen knapp über dem Gefrierpunkt erreichte. Im Anschluss begann Alphonse Steinès den Abstieg in Richtung Luz-Saint-Sauveur, auf dem er sich verirrte und in einen kalten Gebirgsbach fiel. Zudem wird berichtet, dass er eine Lawine ausgelöst habe, aus der er sich jedoch selbst befreien konnte. Unklar ist, ob er es allein ins Tal schaffte oder ob er von lokalen Dorfbewohnern gefunden wurde. Es wird jedoch berichtet, dass er Barèges um drei Uhr morgens erreicht habe. Ungeachtet seiner Erlebnisse schrieb der am nächsten Tag folgendes Telegramm an Henri Desgrange: „Bin gut über den Tourmalet gekommen. Stop. Straße in gutem Zustand. Stop. Keine Schwierigkeiten für die Fahrer.“ Die nächste Ausgabe der L’Auto berichtete anschließend, dass die Tour de France des Jahres 1910 über die Pyrenäen führen würde, was mehrere Fahrer dazu veranlasste, ihren Start bei dem Rennen zurückzuziehen. Die lokalen Gemeinden erhielten 3000 Francs, um die Straßen auszubessern. Am 21. Juli überquerte die Tour de France bei ihrer 8. Austragung im Jahr 1910 erstmals den Col du Tourmalet sowie drei weitere Pyrenäen-Pässe.

### Tour de France

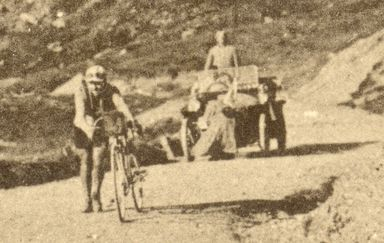
Octave Lapize bei der Tour de France 1910

Der erste Fahrer auf dem Col du Tourmalet war der Franzose Octave Lapize, der auch die 326 Kilometer lange Etappe von Luchon nach Bayonne gewann und sich in weiterer Folge die Gesamtwertung der Tour de France 1910 sicherte. Die erste Auffahrt erfolgte über die Ostauffahrt von Sainte-Marie-de-Campan. Der Col du Tourmalet war nur ein Jahr lang der höchste je befahrene Pass bei der Tour de France, ehe die Frankreich-Rundfahrt im Jahr 1911 erstmals in die Alpen führte, wo der höhere Col du Galibier überquert wurde. Dennoch bildete der Pass über viele Jahre das Herzstück der Pyrenäen-Etappen. Im Jahr 1913 wurde die Grand Boucle („Große Schleife“) erstmals gegen den Uhrzeigersinn gefahren, wodurch zum ersten Mal auch die Westauffahrt von Luz-Saint-Sauveur befahren wurde. Bis ins Jahr 1957 stand der Col du Tourmalet bei jeder Austragung der Tour de France auf dem Programm (1915–1918 und 1940–1946 keine Austragungen aufgrund der Weltkriege).
Nach dem Zweiten Weltkrieg wurden die Auffahrten des Col du Tourmalets als Bergwertungen der 1. Kategorie eingestuft. Seit der Einführung der Hors Catégorie im Jahr 1979 wird der Pass von beiden Seiten der höchsten Kategorie zugeteilt. Im Jahr 1974 fand auf der Passhöhe die damals höchste Bergankunft der Tour de France statt. Als Auffahrt nutzten die Organisatoren die Ostseite von Sainte-Marie-de-Campan, ehe tags drauf eine weitere Etappe über den Pass führte. Im Jahr 2010 wurde der Col du Tourmalet anlässlich des 100. Jubiläums der Erstbefahrung von beiden Seiten befahren. Während er auf der 16. Etappe von der Ostseite befahren wurde, führte die 17. Etappe über die Westseite auf die Passhöhe, wo eine Bergankunft stattfand.
Im Jahr 2023 ging die 7. Etappe der Tour de France Femmes mit einer Bergankunft auf der Passhöhe zu Ende. Das Rennen beinhaltete erstmals einen Pass von über 2000 Metern Seehöhe. Den Etappensieg sicherte sich die spätere Gesamtsiegerin Demi Vollering, die das Ziel mit einem Vorsprung von fast zwei Minuten erreichte und das Gelbe Trikot von ihrer Teamkollegin Lotte Kopecky übernahm.
Die bislang letzte Befahrung erfolgte im Jahr  2024 als der Col du Tourmalet auf der 14. Etappe über die Westauffahrt erreicht wurde. Die Strecke führte im Anschluss über den Hourquette d’Ancizan, ehe sich das Ziel auf dem Pla d’Adet befand.
Im Jahr 2025 soll der Col du Tourmalet im Rahmen der 14. Etappe überquert werden. Die Westauffahrt bildet dabei den Auftakt einer anspruchsvollen Pyrenäen-Etappe, die in weiterer Folge über den Col d’Aspin und Col de Peyresourde nach Superbagnères führt.

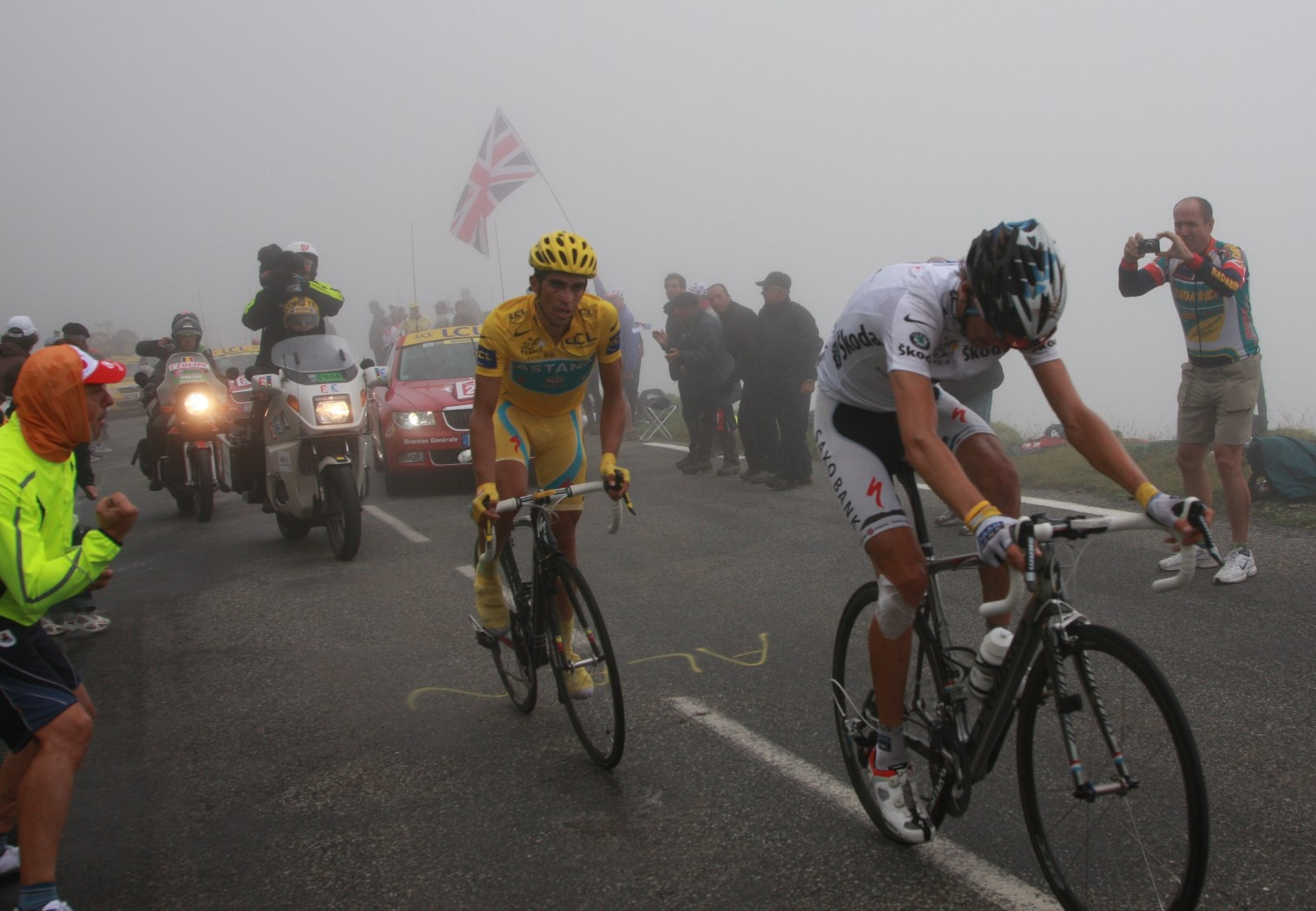
Alberto Contador (links) und Andy Schleck (rechts) bei der Tour de France 2010

Im Verlauf der Austragungen war der Col du Tourmalet immer wieder rennentscheidend. Die bekannteste Begebenheit ereignete sich im Jahr 1913, als die Fahrradgabel des führenden Eugène Christophe bei der Auffahrt des Pyrenäen-Passes brach. Der Franzose, dessen Vorsprung über 18 Minuten betragen hatte, absolvierte die Abfahrt zu Fuß und reparierte anschließend sein Rad in einer Schmiede im Talort Sainte-Marie-de-Campan. Zwar konnte er die Etappe anschließend beenden, wies im Ziel jedoch einen Rückstand von fast vier Stunden auf. Im Jahr 1969 setzte sich Eddy Merckx im Gelben Trikot von seinen Konkurrenten ab und baute seinen Vorsprung, nach einer über 100 Kilometer langen Soloflucht, auf über 16 Minuten aus. Bei der Tour de France 1991 wurde der Titelverteidiger und dreimalige Tour-de-France-Sieger Greg LeMond auf der Ostauffahrt des Col du Tourmalet abgehängt. Miguel Indurain übernahm das Gelbe Trikot und gewann seinen ersten von insgesamt fünf Tour de France Titeln. Im Jahr 2010 kam es auf der letzten Bergetappe zu einem Duell zwischen dem Spanier Alberto Contador und dem Luxemburger Andy Schleck. Die beiden waren nur durch acht Sekunden getrennt und setzten sich bereits auf den ersten Kilometern des Schlussanstiegs von den anderen Fahrern ab. Andy Schleck gewann zwar die Bergankunft auf dem Col du Tourmalet, konnte Alberto Contador jedoch nicht das Gelbe Trikot abnehmen. Im Jahr 2023 nutzte das Team Jumbo-Visma die Ostauffahrt des Col du Tourmalet, um 50 Kilometer vor dem Ziel eine Selektion herbeizuführen. Jonas Vingegaard distanzierte gemeinsam mit seinem Kontrahenten Tadej Pogačar die restlichen Gesamtklassement-Fahrer, die auf den letzten vier Kilometern rund zwei Minuten verloren. Mit einer Zeit von 45 Minuten und elf Sekunden unterboten die beiden die bisherige Rekordzeit um mehr als zwei Minuten.

### Vuelta a España
Im Jahr 1992 führte die Vuelta a España erstmals über den Col du Tourmalet. Im Rahmen der 9. Etappe wurde die Ostauffahrt absolviert, ehe die Etappe mit einer Bergankunft in Luz Ardiden zu Ende ging. Laudelino Cubino überquerte die schneebedeckte Passhöhe als erster und gewann im Anschluss die Etappe. Im Jahr 1995 führte die Spanien-Rundfahrt erneut über die Ostauffahrt des Col du Tourmalet. Sieger der Bergwertung war der Spanier David García. Im Jahr 2020 hätte eine Bergankunft auf der Passhöhe stattfinden sollen, doch aufgrund der COVID-19-Pandemie mussten die Auslandsetappen gestrichen werden. Bei der Vuelta a España wird der Col du Tourmalet als Pass der höchsten Kategorie (Categoría especial) gewertet.
Im Jahr 2023 wurde die Bergankunft auf dem Col du Tourmalet im Rahmen der 13. Etappe nachgeholt. Zuvor führte die 137,4 Kilometer lange Etappe, die in Formigal gestartet wurde über den Col du Pourtalet, Col d’Aubisque und Col de Spandelles. Nachdem mit Remco Evenepoel der Vorjahressieger der Spanien-Rundfahrt bereits auf den ersten Pässen abgehängt worden war, griff Jonas Vingegaard rund acht Kilometer vor dem Ziel an und gewann die Etappe als Solist. Hinter ihm folgten seine Teamkollegen Sepp Kuss und Primož Roglič. Nach der Etappe lagen die drei Fahrer auf den ersten drei Positionen der Gesamtwertung. Die erstmals befahrene Westauffahrt galt ebenfalls als Anstieg der Categoría especial. Zudem stellte der Col du Tourmalet als höchster Punkt der Rundfahrt die Cima Alberto Fernández dar.
| Jahr | Etappe     | Bergwertung   | Erster am Gipfel | Auffahrt |
| ---- | ---------- | ------------- | ---------------- | -------- |
| 1992 | 09. Etappe | Kategorie ESP | Laudelino Cubino | Ost      |
| 1995 | 17. Etappe | Kategorie ESP | David García     | Ost      |
| 2023 | 13. Etappe | Kategorie ESP | Jonas Vingegaard | West     |

## Landwirtschaftliche Nutzung
Wie viele Bergpässe in den französischen Pyrenäen führt auch der Col du Tourmalet durch Weiden, auf denen sich Nutztiere frei bewegen können. Im Fall des Col du Tourmalet findet man Kühe, Ziegen und Lamas. Die Tiere sind in aller Regel nicht eingezäunt und können frei die Straße betreten. Das tun sie auch häufig, und mitunter kann sie nicht einmal der Trubel einer laufenden Tour-de-France-Etappe davon abhalten. Die Tiere sind weder scheu noch im Allgemeinen aggressiv. Es ist aber empfehlenswert, sich ihnen nicht mehr als notwendig zu nähern, insbesondere wenn Jungtiere in den Herden sind.

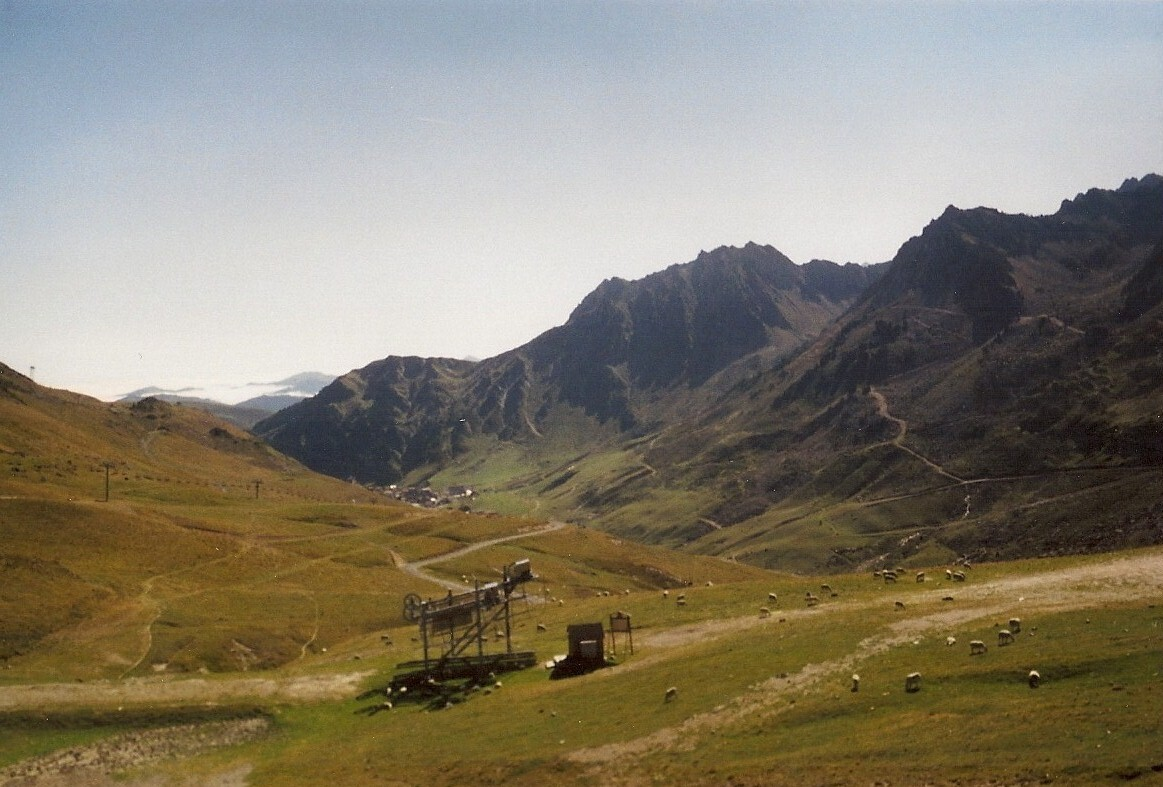
Blick von der Passhöhe auf die Ostrampe
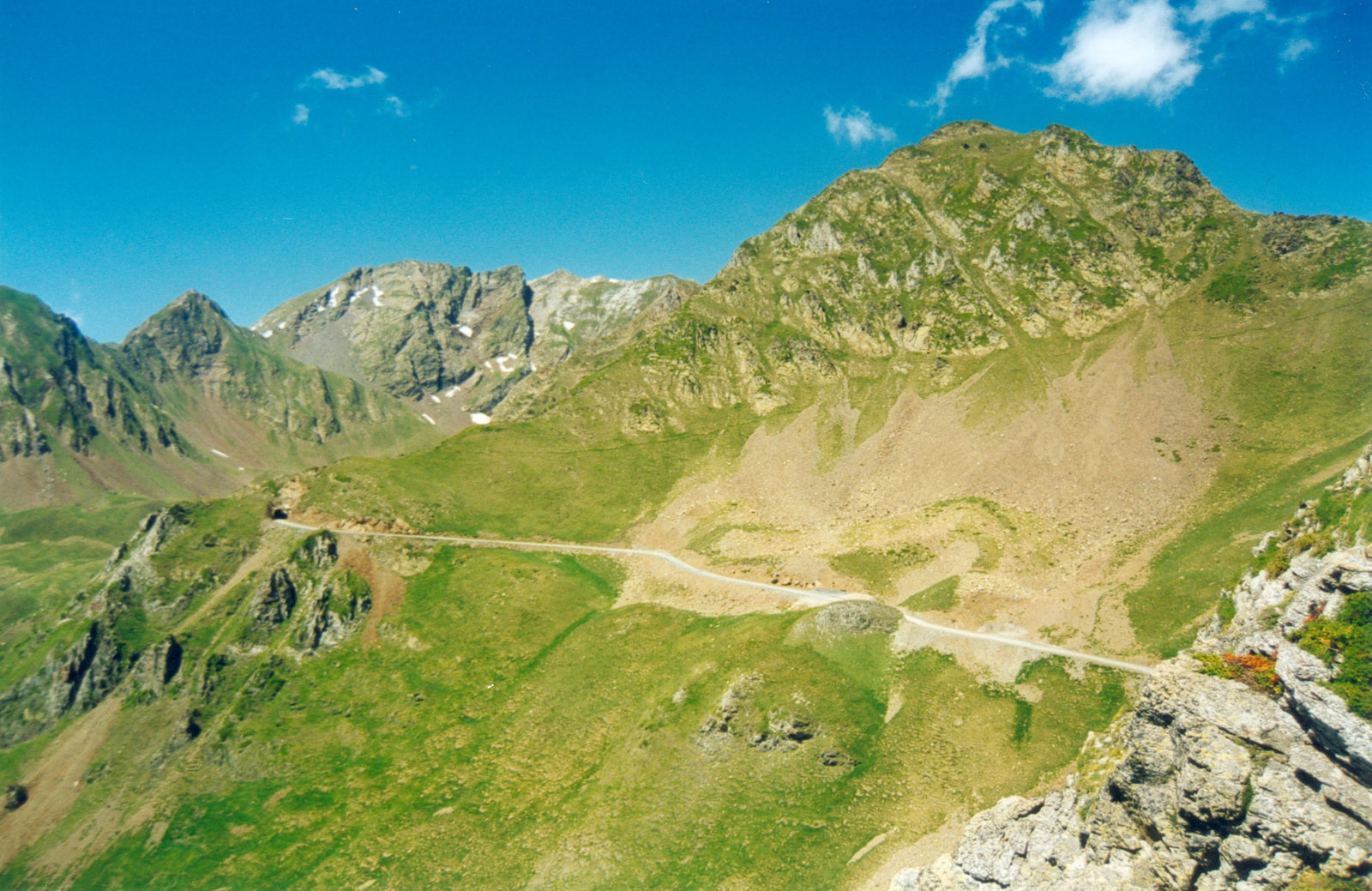
Blick vom Col du Tourmalet auf die Route du Pic du Midi
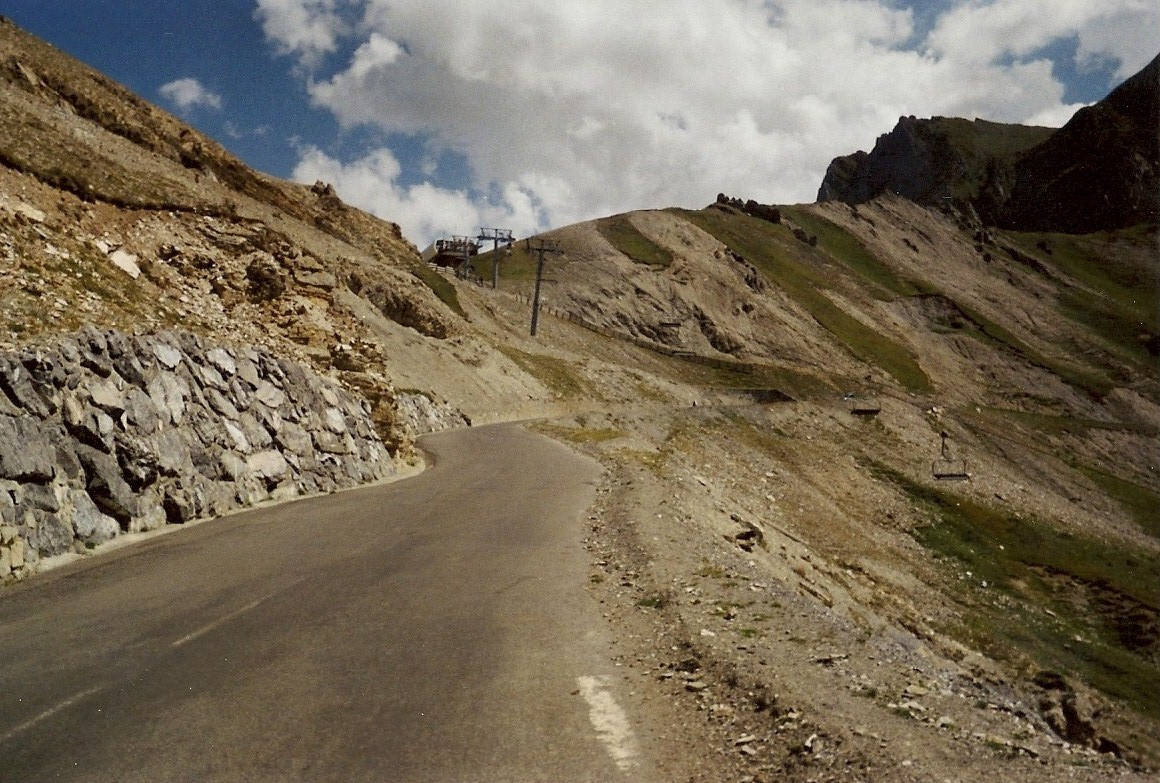
Der letzte Kilometer vor der Passhöhe im Anstieg von Luz-Saint-Sauveur
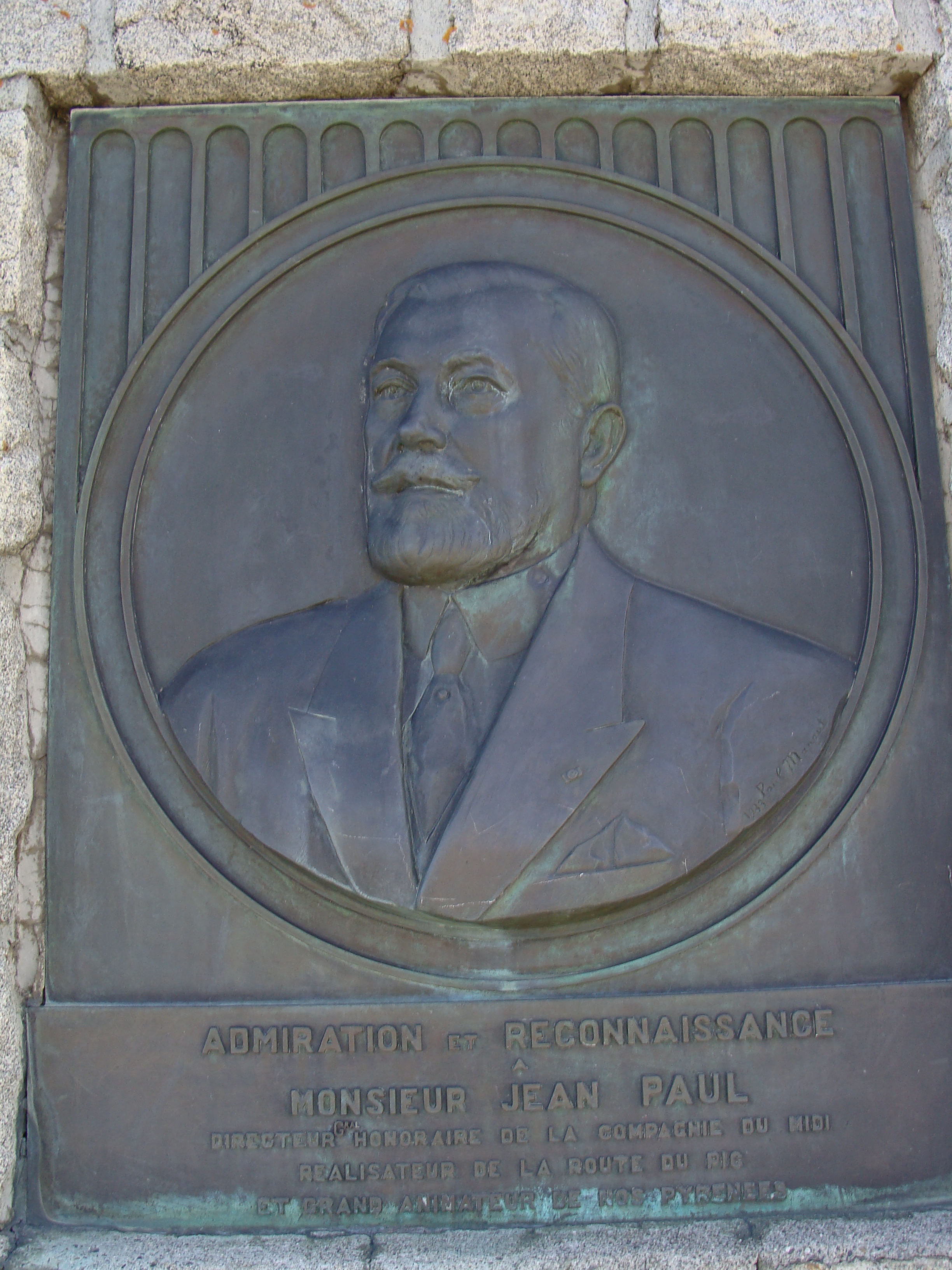
Gedenktafel für Jean-Raoul Paul
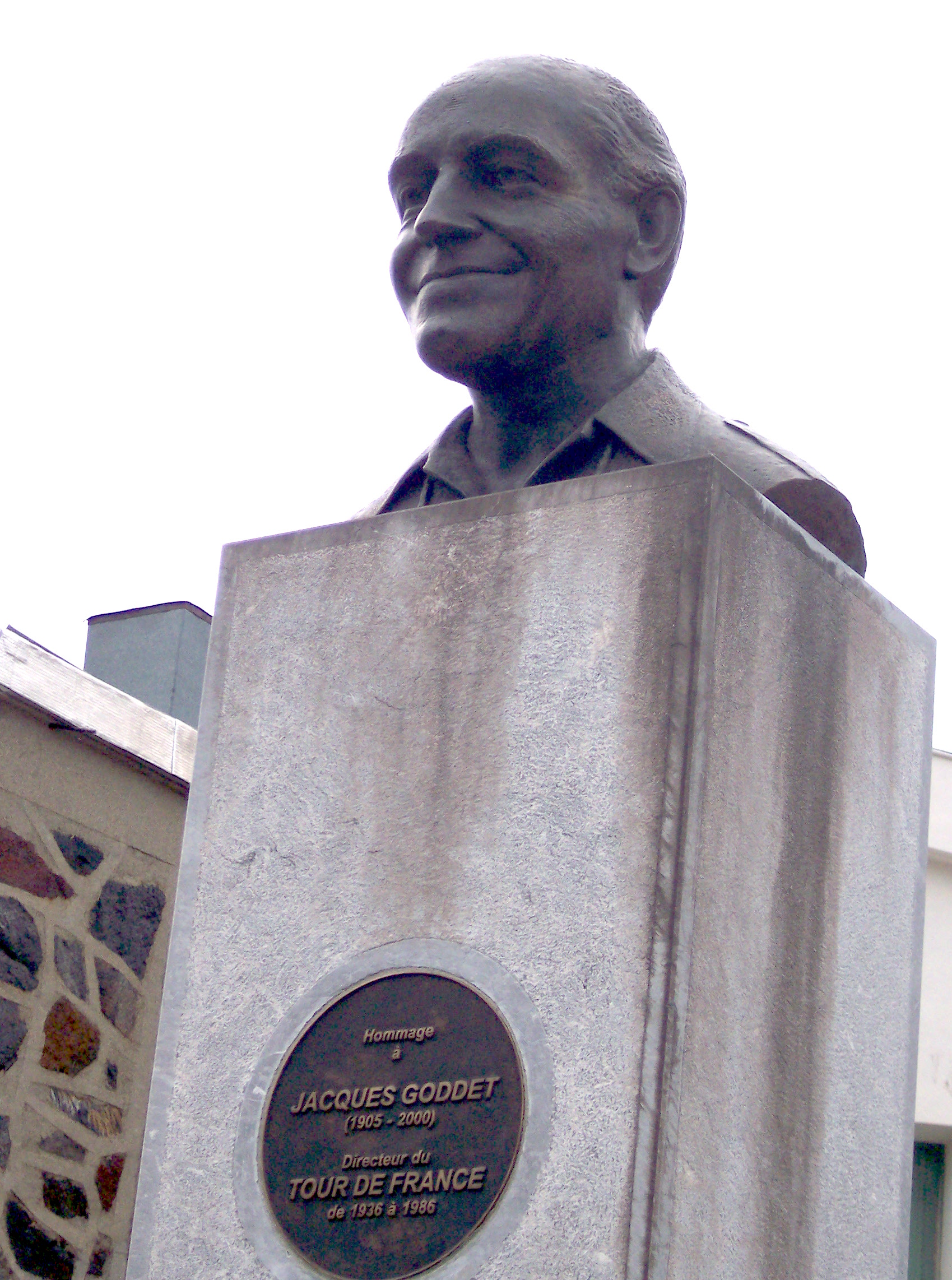
Denkmal für Jacques Goddet
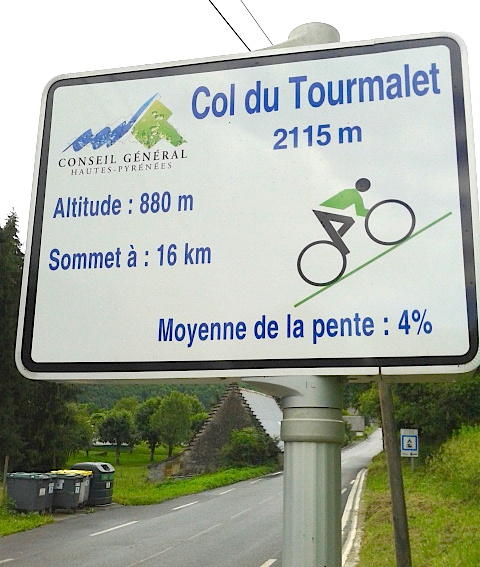
Eine der speziellen Kilometermarken für Radfahrer im Anstieg von Sainte Marie de Campan